# Summer Cem
Summer Cem, pseudonimo di Cem Toraman (Renania Settentrionale-Vestfalia, 11 aprile 1983), è un rapper tedesco.

## Biografia
Nato a Renania Settentrionale-Vestfalia da genitori turchi, ha visto la svolta commerciale nel 2012 con la pubblicazione del secondo album in studio Sucuk & Champagner, che si è posto nella top ten delle Offizielle Deutsche Charts. Ha in seguito inciso diversi singoli e collaborazioni con svariati artisti, che hanno permesso al rapper di ottenere oltre 50 entrate nella Deutsche Singlechart, di cui una che si è collocata in vetta. Dal 2016 al 2018 ha ottenuto tre album numero uno nella graduatoria tedesca. La Bundesverband Musikindustrie, IFPI Austria e IFPI Schweiz hanno certificato oltre 2 255 000 unità dei suoi brani, equivalenti a cinque dischi di platino e sei d'oro totalizzati complessivamente.
Il 28 giugno 2024 viene pubblicato il singolo Limit Yok, in collaborazione col rapper italiano Geolier.

## Discografia

### Album in studio
- 2010 – Feierabend
- 2012 – Sucuk & Champagner
- 2013 – Babas, Doowayst & Bargeld
- 2014 – HAK
- 2016 – Cemesis
- 2017 – Maximum (con KC Rebell)
- 2018 – Endstufe
- 2019 – Nur noch nice
- 2020 – Maximum III (con KC Rebell)
- 2021 – FNFZHN (con KC Rebell)
- 2024 – Siki Jackson

### EP
- 2020 – Maximum III (con KC Rebell)
- 2024 – Haha! (con Billa Joe)

### Mixtape
- 2005 – Summer Cem wird ein Star

### Singoli
- 2018 – Push It (feat. Elias)
- 2020 – Geht nich gibs nich (con KC Rebell)
- 2020 – Fly (con KC Rebell)
- 2020 – Valla nein! (con KC Rebell feat. Luciano)
- 2020 – XXL (con Miksu / Macloud, Luciano e Jamule)
- 2020 – Geh dein Weg (con KC Rebell feat. Loredana)
- 2020 – QN (con KC Rebell)
- 2020 – Wow (con KC Rebell)
- 2020 – Anani bacini (con KC Rebell)
- 2020 – Pablo & Bosa (con Gringo e Julian Marley)
- 2020 – Fight kulüp 2 (con Killa Hakan, Ceza, Massaka, Khontkar, Anıl Piyancı e Contra)
- 2021 – Eksi (con Bege e Murda)
- 2021 – FNFZHN Maximum Cut (con KC Rebell)
- 2021 – Oha (con Murda)
- 2022 – Le cane RMX (con Muti, Murda e Uzi)
- 2022 – Intro
- 2022 – Ratchet
- 2022 – Bielefeld
- 2023 – Do It Again (con NLE Choppa)
- 2023 – Better Dayz (feat. Reezy)
- 2023 – Kontak (feat. Ezhel)
- 2023 – Taştan (con Ezhel)
- 2023 – Push Up (Pusher Babe) (con Creeds e Domiziana)
- 2023 – Günah (con Anonym e Samra)
- 2024 – Stop & Go (feat. Billa Joe)
- 2024 – Wo bist du
- 2024 – Mind on My Money
- 2024 – Fauxpas (con Billa Joe e AJ Tracey)
- 2024 – Siki Jizzle
- 2024 – Lowlife
- 2024 – Pray for Me (con Pajel)
- 2024 – Limit Yok (feat. Geolier)
- 2024 – NRW Connect (con Pajel)
- 2024 – Ver kaç
- 2024 – Haha! (con Billa Joe)
- 2024 – Freunde (con 1986zig)
- 2024 – Security (con Billa Joe)
- 2024 – Skyline (con Max&Joy)
- 2024 – Roll Up (con Faroon)
- 2024 – Goldjunge (con KC Rebell)
- 2025 – Billo (con Nimo)

### Collaborazioni
- 2022 – PamPamPamPamPamPamPamPam (Irama feat. Summer Cem)